# Cloeon subinfuscatum
Cloeon subinfuscatum is een haft uit de familie Baetidae. De wetenschappelijke naam van de soort is voor het eerst geldig gepubliceerd in 1842 door Rambur.
De soort komt voor in het Palearctisch gebied.